# Саша Обрадовић
Саша Обрадовић (Београд, 29. јануар 1969) бивши је југословенски и српски кошаркаш, а садашњи кошаркашки тренер. Тренутно је без ангажмана.
У професионалној играчкој каријери наступао је за Црвену звезду, Лимож, Албу из Берлина, Виртус из Рима, Будућност и Келн. Као играч је освојио два првенства Југославије (1993. и 2001), куп Југославије (2001), првенство Немачке (1997), три купа Немачке (1997, 2004. и 2005) и Куп Радивоја Кораћа (1995).
Са репрезентацијом Југославије освојио је сребрну медаљу на Олимпијским играма 1996, златну медаљу на Светском првенству 1998, три златне (1995, 1997. и 2001) и једну бронзану медаљу (1999) на Европским првенствима.
Након завршетка играчке каријере, 2005. је започео тренерску каријеру. У тренерској каријери освојио је првенство Немачке 2006, куп Немачке 2007, 2013, 2014. и 2016, првенство Украјине 2012. и куп Русије 2018.

## Играчка каријера

### Почеци
У почетку спортске каријере интересовала га је атлетика. У 14. години почео је тренирати кошарку у КК Радничком из Београда. Осим Радничког, наступао је за млађе категорије КК БАСК, а професионалну каријеру започео је 1987. у Црвеној звезди.

### Црвена звезда (1987—1993)
За екипу Црвене звезде дебитовао је у сезони 1987/88. Тренер Владе Ђуровић пружио му је шансу на 15 лигашких мечева на којима је Обрадовић постигао укупно 13 поена, док је у Купу Радивоја Кораћа одиграо два меча без постигнутог поена. У сезони 1988/89, тренер Зоран Славнић дао је Обрадовићу већу минутажу. Наступио је на 22 меча регуларне сезоне и постигао укупно 58 поена. Сезону 1989/90. Обрадовић је пропустио због служења војног рока. У тим Црвене звезде вратио се наредне сезоне (1990/91) у којој је у 21 мечу постигао 121 поен. У наредним сезонама тренери су му били Душко Вујошевић и Владислав Лучић. У сезони 1992/93, са екипом у којој су, између осталих, играли Небојша Илић, Александар Трифуновић и Дејан Томашевић, освојио је своју прву професионалну титулу (то је била и прва титула за Црвену звезду након 21 године). Обрадовић је проглашен за најбољег играча шампионата.

### Лимож (1993/94)
У сезони 1993/94 Обрадовић је потписао за француски Лимож, али управа и тренер Божидар Маљковић одлучили су да Обрадовића замене са НБА играчем Денијем Јангом. Будући да је Обрадовићев уговор са Лиможом важио до 1995, он је наставио да тренира са екипом до јануара 1995. када се вратио у Црвену звезду.

### Црвена звезда (1994)
Екипа Црвене звезде је регуларни део сезоне 1993/94. завршила на трећем месту. Пред почетак доигравања, Обрадовић се вратио у екипу и преузео улогу организатора и носиоца игре. Црвена звезда је 30. децембра 1993, победом над ОКК Београдом, освојила Суперкуп Југославије, а Обрадовић је постигао 14 поена. Са Обрадовићем као носиоцем игре, у финалној серији доигравања, након пет мечева против КК Партизана, Црвена звезда је освојила нову титулу првака Југославије. Обрадовић је био најбољи стрелац екипе у финалној серији са укупно 97 поена, док је у доигравању на 10 утакмица постизао просечно 22,6 поена.

### Алба Берлин (1994—97)
Следеће сезоне Обрадовић је потписао уговор са екипом Алба Берлин коју је тада тренирао Светислав Пешић. У својој првој сезони, Обрадовић се наметнуо као један од вођа екипе која је стигла до финала Купа Радивоја Кораћа. У првој утакмици финалног двомеча у Милану, против Стефанела, Обрадовић је постигао 34 поена, а утакмица је завршена нерешеним резултатом 87-87. У реваншу, пред 9000 гледалаца, Алба је, захваљујући Теоману Алибеговићу који је постигао 34 поена, победила у 85-79 и тако постала прва немачка кошаркашка екипа која је освојила неку од европских титула. У тој утакмици Обрадовић је постигао 12 поена и имао пет асистенција.
Након освајања Купа Кораћа, очекивала се и титула шампиона Немачке. Алба је, ослабљена неиграњем повређених Обрадовића и Алибеговића, изгубила у финалу од Бајера из Леверкузена.
Следеће сезоне Алба је, и поред Обрадовићевих добрих игара, испала у шеснаестини финала Купа Радивоја Кораћа од АСВЕЛ-а, а у полуфиналу доигравања шампионата Немачке од Бајера из Леверкузена.
У сезони 1996/97, појачана Алба наступила је по први пут у Евролиги, а изгубила је у шеснаестини финала од Барселоне. У Немачкој је Алба у тој сезони освојила и првенство и куп. Обрадовић је у тој сезони постизао просечно 14,7 поена и имао 3,9 асистенција ппо мечу у Евролиги и 14,2 поена и 3,9 асистенција по мечу у немачком првенству. Наступио је за Запад на Јуростарс утакмици у Истанбулу 1996. и на немачком олстар утакмици. Током три сезоне у Алби постигао је 2627 поена на 157 утакмица, што га је сврстало на 8. место најбољих стрелаца у историји немачких кошаркашких шампионата.

### Виртус Рома (1997—1999)
Пред почетак сезоне 1997/98. прешао је у Виртус из Рима. Убрзо се наметнуо као вођа екипе која је стигла до полуфинала Купа Радивоја Кораћа. У првенству Италије Виртус се пласирао на 8. место, а у четвртфиналу доигравања изгубио је од Киндера са 3-1. У регуларном делу сезоне Обрадовић је био најбољи асистент и други стрелац екипе са 14,2 поена и 2,7 асистенција по утакмици. У мечевима доигравања постизао је 20,3 поена у просеку.
У сезони 1998/99. Виртус се у регуларном делу сезоне пласирао на 6. место, а у четвртфиналу доигравања изгубио је од Киндера са 3-0. У својој другој сезони у Италији, Обрадовић је био први стрелац Виртуса са 17,7 поена по утакмици, а наступио је и у италијанском олстар такмичењу.

### Црвена звезда (1999—2000)
Након Европског првенства, Обрадовић се вратио у Црвену звезду. Због повреде Ахилове тетиве, задобијене на Европском првенству, Обрадовић је мало играо, тако да је сезону завршио са само једном одиграном утакмицом. На крају сезоне потписао је уговор са Будућности из Подгорице.

### Будућност (2000—2001)
Обрадовић је током читаве сезоне имао проблема са повредама, али је дао свој допринос пласману Будућности у осмину финала Евролиге (поражени од Реал Мадрида са 2-0) и освајању националног купа и шампионата. У Будућности су тада, уз Обрадовића, играли репрезентативци Дејан Томашевић, Игор Ракочевић и Миленко Топић. Једну од слабијих сезона у каријери завршио је са постигнута 8,3 поена и 1,6 асистенција просечно у лиги и са 7,6 поена и 1 асистенцијом у Евролиги.

### Рајненерги Келн (2001—2005)
У сезони 2001/02 Обрадовић се враћа у Немачку на позив Светислава Пешића, тадашњег тренера Келна. И у првој сезони у Келну због повреда није играо прва два месеца. Током лигашког дела сезоне постизао је 17,1 поен, имао 4,2 асистенције и 3,1 скок по утакмици. Келн се пласирао у финале доигравања, у ком је изгубио од берлинске Албе. Обрадовић је и те сезона наступио на немачком олстар мечу.
У сезони 2003/04 Келн је освојио прву титулу у историји - Куп Немачке. Обрадовић је због повреда играо на само 10 утакмица, па се Келн пласирао на 6. место и испао у првој рунди доигравања од Франкфурта. У сезони 2004/05. екипа Келна освојила је још један Куп Немачке, победом у финалу над Боном. Обрадовић је постизао 14,3 поена и имао 3,7 асистенција по мечу у сезони.
Након те сезоне, Обрадовић је прихватио понуду управе Келна и постао тренер прве екипе

### Репрезентација
Након укидања санкција, репрезентација Југославије добила је могућност да кроз квалификације избори право наступа на Европском првенству 1995 у Грчкој. Обрадовић је одиграо кључну улогу у утакмици против Бугарске, када је постигао 16 поена и тако дао свој допринос пласману на Европско првенство. У финалу првенства, репрезентација Југославије је победила Литванију и тако освојила златну медаљу. Обрадовић је на првенству постизао 6,3 поена за просечних 16 минута по мечу.
На Олимпијским играма 1996. у Атланти репрезентација Југославије је у финалу изгубила од америчког Дрим-тима. Обрадовић је на Играма постизао просечно 6,3 поена по утакмици за просечно 17,3 минута у игри.
Био је члан репрезентације Југославије на Европском првенству 1997 у Шпанији, која је освојила златну медаљу победом у финалу против Италије 61-49 
На Светском првенству 1998. у Грчкој, репрезентација Југославије је у финалном мечу победила Русију 64-62 и тако освојила још једну златну медаљу на великим такмичењима
На Европском првенству у Француској, Обрадовић је са репрезентацијом освојио бронзану медаљу након пораза у полуфиналу од Италије и победе у мечу за треће место над Француском. Обрадовић је постизао просечно 9,3 поена и имао 1,6 украдену лопту по мечу. Због повреде није играо у завршници такмичења.
У четвртфиналу Олимпијских игара 2000. у Сиднеју репрезентација Литваније победила је Југославију са 76-63. Обрадовић је на такмичењу постизао просечно 6,6 поена, имао 1,7 асистенција и 1,6 скокова по мечу.
Последње велико такмичење на којем је Обрадовић наступао као репрезентативац било је Европско првенство 2001. године у Турској. Југославија је у финалу победила Турску 78-69, а Обрадовић је на такмичењу постизао просечно 4,3 поена, имао 1,7 асистенција и украдених лопти по мечу.

## Тренерска каријера

### Келн
У јуну 2005. је постављен за тренера Келна. У првој тренерској сезони, Обрадовић је са најмлађим тимом лиге освојио титулу првака Немачке победивши у доигравању екипу Албе са 3-1. У сезони 2006/07. са Келном је освојио Куп Немачке, али није успео да одбрани титулу првака Немачке. У сезони 2007/08, због финансијских проблема, већина играча је напустила екипу, Келн се пласирао тек на 10. место, а по завршетку сезоне екипа је избачена из Бундеслиге због финансијских проблема.

### Кијев
У јуну 2008. је постављен за тренера Кијева, са којим је потписао двогодишњи уговор. На половини сезоне управа Кијева одлучила је да, због финансијских проблема, отпусти већину страних играча. И поред тога Обрадовић је са Кијевом стигао до четвртфинала Еврочеленџ купа, док је у домаћим такмичењима играо полуфинале првенства Украјине и финале националног купа. Након једне сезоне је напустио клуб.

### Туров
У јулу 2009. је постављен за тренера пољске екипе Туров Згожелец. Тренер Турова је био до новембра исте године, када је добио отказ. Водио је клуб на шест утакмица Еврокупа (скор 5-1) као и на две утакмице у првенству Пољске (скор 0-2).

### Доњецк
У јулу 2010. је постављен за тренера украјинског Доњецка. Обрадовић је са Доњецком регуларни део сезоне 2010/11. у првенству Украјине завршио на првом месту са скором 37-11. Међутим, у финалу плеј-офа Доњецк је поражен од Будивељника са 4-3 у победама. У јуну 2011. је продужио уговор са Доњецком на још годину дана. У сезони 2011/12, са Обрадовићем као тренером, екипа Доњецка је освојила прву титулу првака Украјине у својој историји. У финалној серији је савладана екипа Азовмаша резултатом 4-0. Доњецк се у овој сезони пласирао и у четвртфинале Еврокупа, у којем је елиминисан од Лијетувос ритаса.

### Алба Берлин
У јуну 2012. је постављен за тренера берлинске Албе. У првој сезони са Албом игра Евролигу, у којој успева да стигне до ТОП 16 фазе. У овој сезони осваја Куп Немачке, док је у Бундеслиги заустављен у четвртфиналу. У наредној 2013/14. сезони је одбранио трофеј у Купу, у Бундеслиги је стигао до финала где је поражен од Бајерна, док је у Еврокупу крајњи домет било четвртфинале.
У припремној утакмици пред почетак сезоне 2014/15, Обрадовић је са Албом победио тадашњег НБА шампиона Сан Антонио спарсе, резултатом 94:93. У овој сезони је остао без трофеја, пошто је у полуфиналима заустављен у Бундеслиги и Купу Немачке, али је опет одвео тим до ТОП 16 фазе Евролиге.
У сезони 2015/16. осваја и трећи Куп са Албом, али ни четврти пут не успева да освоји титулу првака Немачке. Овај пут је елиминисан већ у четвртфиналу од Скајлајнерса (0:3). Након завршетка ове сезоне је напустио Албу, пошто је клуб одлучио да не продужи уговор са њим.

### Локомотива Кубањ
Дана 14. новембра 2016. је постављен за тренера Локомотиве Кубањ, са којом је потписао уговор до краја сезоне. Обрадовић је већ у априлу 2017. продужио уговор са Локомотивом до 2020. године. У сезони 2016/17. је водио клуб до полуфинала Еврокупа, где је поражен од Уникахе (каснијег освајача). Исти случај је био и у ВТБ лиги, где је Локомотива заустављена у полуфиналу од московског ЦСКА, који је касније освојио ово такмичење.
У сезони 2017/18, Обрадовић је са Локомотивом освојио Куп Русије, док је у ВТБ лиги елиминисан у четвртфиналу од Химкија. Локомотива је ове сезоне најбоље партије пружала у Еврокупу, где је Обрадовић добио награду за најбољег тренера сезоне. Он је остварио историјски резултат са Локомотивом јер их је водио до финала са 20 победа, без иједног пораза, што никоме раније није успело. Ипак у финалу Еврокупа је поражен од турске Дарушафаке.
Обрадовић је почео и сезону 2018/19. као тренер Локомотиве. Ипак до раскида сарадње је дошло 4. новембра 2018, након два узастопна пораза на домаћем терену, прво од Албе у Еврокупу а потом и од Калева у ВТБ лиги.

### Монако
Дана 25. фебруара 2019. је постављен за тренера Монака. Обрадовић је са Монаком регуларни део сезоне 2018/19. у првенству Француске завршио на другом месту, а онда је у доигравању без пораза елиминисао Лимож (2:0) и Дижон (3:0). У финалној серији противник је био Асвел, који је повео са 2:0 у серији након чега је Монако изједначио. У одлучујућем петом мечу у Вилербану, Асвел је славио резултатом 66:55.
У наредној 2019/20. сезони, која је поништена због пандемије корона вируса, Обрадовић је до прекида такмичења са Монаком био на првој позицији француског првенства, а изборио је и пласман у четвртфинале Еврокупа као првопласирана екипа у својој групи. Обрадовић је тренер Монака био до 9. јуна 2020, када је званично објављено да напушта клуб како би преузео Црвену звезду.

### Црвена звезда
Дана 10. јуна 2020, Обрадовић је званично представљен као нови тренер Црвене звезде. Био је на тој функцији до 24. децембра исте године, када је клуб објавио како је споразумно раскинуо сарадњу са њим, као и са стручним штабом првог тима. Обрадовић је предводио Црвену звезду на 26 утакмица и остварио је учинак од 14 победа и 12 пораза (9-1 у Јадранској лиги и 5-11 у Евролиги).

## Успеси
| Играчки Клупски Црвена звезда : Првенство СР Југославије (2): 1992/93 , 1993/94 . Алба : Куп Радивоја Кораћа (1): 1994/95. Првенство Немачке (1): 1996/97. Куп Немачке (1): 1996/97. Будућност : Првенство СР Југославије (1): 2000/01 . Куп СР Југославије (1): 2000/01 . Келн : Куп Немачке (2): 2003/04, 2004/05. Репрезентативни Европско првенство : 1995 , 1997 , 2001 . Европско првенство : 1999 . Олимпијске игре : 1996 . Светско првенство : 1998 . | Тренерски Клупски Келн : Првенство Немачке (1): 2005/06. Куп Немачке (1): 2007. Доњецк : Првенство Украјине (1): 2011/12. Алба : Куп Немачке (3): 2013, 2014, 2016. Локомотива Кубањ : Куп Русије (1): 2018. Монако : Првенство Француске (2): 2022/23, 2023/24. Куп Француске (1): 2023. Појединачни Тренер године УЛЕБ Еврокупа (1): 2017/18. Тренер године у Бундеслиги Немачке (1): 2014/15. [ 58 ] |

## Остало
Ожењен је Слађаном и има двоје деце: Ању и Растка. Навијач је Црвене звезде, клуба у којем је и поникао. Пре утакмице Евролиге у сезони 2014/15, између Албе и Црвене звезде, дочекале су га овације навијача у Пиониру.